# Christian Mathenia
Christian Mathenia (* 31. März 1992 in Mainz) ist ein deutscher Fußballtorwart. Er steht beim 1. FC Nürnberg unter Vertrag.

## Karriere
Mathenia begann beim VfL Frei-Weinheim, einem Stadtteil-Verein von Ingelheim am Rhein, mit dem Fußballspielen und wechselte über Hassia Bingen 2006 in die Jugendabteilung des 1. FSV Mainz 05. Für die U23-Nachwuchsmannschaft bestritt er 51 Regionalligaspiele. Im vereinsinternen Konkurrenzkampf um den Torhüterplatz in der Bundesligamannschaft 2013/14 wurde Loris Karius der Vorzug vor Mathenia gegeben.
Zur Saison 2014/15 wechselte Mathenia zum Zweitligaaufsteiger SV Darmstadt 98, mit dem er am Saisonende als Tabellenzweiter in die Bundesliga aufstieg und als einziger Spieler alle 34 Zweitligaspiele (über 90 Minuten) bestritt. Auch in der Bundesliga blieb er Stammtorhüter des SVD.
Zur Saison 2016/17 wechselte er zum Hamburger SV. Er unterschrieb einen bis zum Sommer 2019 laufenden Vertrag. Am 11. Spieltag am 20. November 2016 debütierte er im Spiel gegen die TSG 1899 Hoffenheim (2:2). Nachdem René Adlers Vertrag zum Saisonende ausgelaufen war, verpflichtete der HSV mit Julian Pollersbeck einen neuen Torhüter. Mit diesem konkurrierte Mathenia um die Position im Tor. Kurz vor Saisonbeginn gab HSV-Trainer Markus Gisdol bekannt, dass man mit Mathenia als Stammtorhüter in die Saison 2017/18 geht. Zur Rückrunde musste er diesen Platz allerdings an Pollersbeck abgeben, erhielt ihn nach den ersten beiden Spielen jedoch vom neuen Trainer Bernd Hollerbach zurück. Nachdem mit Christian Titz der dritte Trainer in dieser Spielzeit die Mannschaft übernommen hatte, wurde Pollersbeck ab dem 27. Spieltag wieder zum Stammtorhüter.
Nach dem Abstieg des HSV wechselte Mathenia zur Saison 2018/19 zum Bundesliga-Aufsteiger 1. FC Nürnberg. Ab dem achten Spieltag löste er Fabian Bredlow als Stammkeeper bis Saisonende ab und verpasste wegen einer Verletzung lediglich fünf weitere Partien. Mit den Franken stieg er als Tabellenletzter in die 2. Liga ab und verlängerte im Anschluss seine Vertragslaufzeit bis Juni 2024. Am 9. Spieltag der folgenden Zweitligasaison 2019/20 brach sich der Torhüter gegen den FC St. Pauli beim Klären eines Angriffs die Kniescheibe und musste operiert werden. Nach drei Monaten stand er bei einem Testspiel wieder zwischen den Pfosten. Im Sommer 2023 wurde sein Vertrag in Nürnberg langfristig verlängert.

## Erfolge
- Vizemeister der 2. Bundesliga 2015 und Aufstieg in die Bundesliga (mit dem SV Darmstadt 98)

## Auszeichnungen
- Gewinner des „Die weiße Weste“-Awards als „stärkster“ Torhüter der 2. Bundesliga in der Saison 2014/15.